# 고려공산당
고려공산당은 1921년 중국 상하이 및 러시아 이르쿠츠크에서 조직된 조선의 독립운동 단체이자 공산당이다.

## 고려공산당(상해파)
| 한인사회당(1918.5.11) → 공산주의자그룹(1920.봄) → 상해파 고려공산당(1921.5) |
| --------------------------------------------------------------------------- |

1918년 5월 하바로프스크에서 한인사회당이 조직되었다.
한인사회당(韓人社會黨)은 이동휘(李東輝)·박애(朴愛)·전일(全一) 등이 중심이 되고 볼셰비키당에서 파견된 원동인민위원회 의장 크라스토체코프의 지원을 받아 이루어진 것이다.
당시 한인사회당은 코민테른의 인정을 받은 유일한 조선사회주의(공산주의)당이었다.
초기의 성격은 민족 해방을 위한 편의적인 공산주의 단체였는데, 임시정부 구성원들과의 노선차이로 임시정부를 탈퇴하고 1921년 5월 고려공산당으로 개명되었다.

## 고려공산당(이르쿠츠크파)
| 전로한인공산당(1919.9.5) → 이르쿠츠크 공산당 고려부(1920.1.22) → 전로고려공산당 중앙총회(1920.7) → 이르쿠츠크파 고려공산당(1921.5) |
| --- |

옴스크(Омск)에서 1919년 11월 옴스크 공산당 고려족부가 결성되었다.
한편, 이르쿠츠크(Иркутск)에서 1919년 9월 5일 김철훈(金哲勳)·오하묵(吳夏默) 등은 스미야스키(Борис Захарович Шумяцкий)의 지원을 받아 전로한인공산당(全露韓人共産黨)을 조직하였다.
이 단체를 러시아 볼셰비키당의 한인지부인 '이르쿠츠크 공산당 고려부'로 1920년 1월 22일 공식화하였다.
이에 따라 한인 사회주의운동을 관할하는 기능이 옴스크(Омск)에서 공산당 시베리아국 동방민족부 산하 고려부로 이전되면서 이르쿠츠크(Иркутск)가 중심이 되었다.
이르쿠츠크 공산당 고려부 지도부는 고문 보리스 스미야스키, 위원장 김철훈, 비서장 이재복(李載馥, 일명 李檉), 정치부장 한(韓)안드레이, 선전부장 최고려(崔高麗), 군정부장 오하묵(吳夏默), 교통부장 박(朴)이노겐치, 중앙위원 26명이다.
이 당은 1920년 7월 이르쿠츠크에서 러시아 안의 고려공산단체 제1차 대표회의를 소집하고 전로고려공산당으로 당명을 개칭하였다.
이후 1921년 5월 4∼17일에 한인공산주의자대회를 개최하고 이동휘의 상해파 고려공산당과 대립하는 또 하나의 고려공산당을 결성하였다. 이를 세칭 이르쿠츠크파(irkutsk派) 고려공산당이라고 한다.

### 이르쿠츠크 공산당 고려부 별칭
- 이르쿠츠크 공산당 고려국(꼬르뷰로)
- 이르쿠츠크 공산당 한인지부
- 러시아 볼셰비키당 한인지부
- 이르쿠츠크 러시아 공산당 한인지부

### 전로고려공산당 중앙총회 별칭
- 전로한인공산당 중앙총회

## 파벌의 결과
| 자유시사변(1921.6) → 고려공산당 해체(1922.12) → 극동총국 꼬르뷰로(1923.2) → 극동총국 오르그뷰로(1924.4) → 조선공산당(1925.4) |
| --- |

상해파 고려공산당과 이르쿠츠크파 고려공산당은 서로 대립하면서 소련정부와 코민테른으로부터 정통성을 인정받고 지원을 얻고자 경쟁, 반목하는 한편, 한인무장부대의 통수권을 둘러싸고 대립을 벌여 자유시참변이라는 비극을 낳기도 했다.
양파의 파쟁이 극심해짐에 따라 코민테른은 화해와 통합을 권유했으나 실패하자, 1922년 12월 양파를 모두 해체시킨 후 극동총국 산하 꼬르뷰로를 설치, 통일된 공산당을 조직하게 했다.
상하이, 이르쿠츠크 양파의 무원칙한 파쟁은 초기 공산주의 운동뿐 아니라 민족해방운동 전체에 악영향을 미쳤다.

## 같이 보기
- 한인사회당(1918.5)↓
- 코민테른(1919.3)↓
- 국제공산당 자금사건↓
- 대한독립군단(1920.12)↓
- 자유시참변(1921.6)↓
- 고려혁명군(1921.8)↓
- 꼬르뷰로(1923.2)